# War Requiem (film)
Pour plus de détails, voir Fiche technique et Distribution.
War Requiem est un film britannique réalisé par Derek Jarman, sorti en 1989, adapté de l'œuvre de Benjamin Britten.

## Synopsis
Sans utiliser de dialogue et seulement la pièce musicale de Benjamin Britten, War Requiem se veut une réflexion poétique autour des horreurs de la guerre, en s'axant principalement autour de la Première Guerre mondiale et des poèmes de Wilfred Owen, à travers les souvenirs d'un vieux soldat en fauteuil roulant.

## Fiche technique
- Titre : War Requiem
- Réalisation : Derek Jarman
- Production : Don Boyd
- Pays :  Royaume-Uni
- Durée : 92 minutes (1h32)
- Date de sortie : 6 janvier 1989 ( Royaume-Uni)

## Distribution
- Laurence Olivier : le Vieux soldat
- Nathaniel Parker : Wilfred Owen
- Tilda Swinton : l'Infirmière
- Sean Bean : le Soldat allemand
- Nigel Terry : Abraham
- Patricia Hayes : la Mère
- Owen Teale : le Soldat inconnu
- Jodie Graber : un enfant soldat
- Spencer Leigh : un soldat

## Autour du film
- Le film, produit par Don Boyd et financé par la BBC, a été tourné en 1988 à partir d'un enregistrement datant de 1963. Decca Records a réclamé que la pièce musicale soit entendue telle quelle, sans autre ajout ou effet sonore.
- Il s'agit de la dernière apparition de Laurence Olivier avant son décès en juillet 1989. Le film se structure autour des réminiscences de son personnage, le Vieux soldat. En prologue, il récite par ailleurs Strange meeting du poète Wilfred Owen (lui-même interprété par Nathaniel Parker).

## Critiques
En russe, mais la traduction automatique est possible, l'article Défilé de curiosités de Sergueï Anachkine dans le numéro 3 de Iskoustvo Kino en mars 1999 consacre un long développement à ce film